# Shangzhou
Shangzhou är ett stadsdistrikt och säte för stadsfullmäktige i Shangluo i Shaanxi-provinsen i norra Kina.